# José Casas Gris
José Casas Gris, conosciuto come Pepín (Valencia, 16 novembre 1931 – Las Palmas, 12 ottobre 2010), è stato un calciatore spagnolo, di ruolo portiere. Campione d'Europa con la Nazionale spagnola nel 1964.

## Carriera

### Club
Crebbe nel Sorolla, piccolissimo club, e presto giunse al Discóbolo, squadra di Valencia, e da lì all'Alcira ed in seguito all'Alicante, allora club filiale dell'Hércules CF.
Per 500.000 pesetas si trasferì al Las Palmas, dove giocò per 10 anni senza però vincere titoli; nel 1960 passò al più blasonato Betis Siviglia, dove rimase fino al 1965, anno nel quale tornò al Las Palmas, dove chiuse la carriera nella stagione successiva.

### Nazionale
Giocò 2 partite con la nazionale di calcio spagnola, nelle quali subì due reti. Debuttò il 30 ottobre 1963 in Spagna-Irlanda del Nord 1-0 e giocò la seconda gara il 10 dicembre 1963 a Valencia contro il Belgio (1-2).
Vinse il campionato d'Europa 1964 pur non giocando alcun incontro, in quanto vi partecipò come secondo portiere dietro a José Ángel Iribar.